# Tomba del Cacciatore
La tomba del Cacciatore è una tomba etrusca ubicata nella necropoli dei Monterozzi, a Tarquinia.

## Storia
La tomba venne realizzata alla fine del VI secolo a.C., tra il 510 e il 500 a.C. e apparteneva probabilmente a un membro dell'aristocrazia locale poiché la caccia, tema del ciclo di affreschi che la decora, era uno degli svaghi preferiti della nobiltà. Fu ritrovata nel 1962 già violata: al suo interno erano presenti pezzi di ceramica di varie epoche, non appartenenti al corredo funebre.

## Descrizione
L'accesso alla tomba, ubicata nella zona della necropoli chiamata Calvario, è consentito da un dromos a gradini; la camera sepolcrale ipogea è pianta rettangolare, con il pavimento scavato nella roccia e il soffitto è doppio spiovente: lungo il muro di fondo e i due laterali corre una banchina nella quale si notano gli incassi per tre letti funebri. Il ciclo di affreschi che decora la tomba raffigura una tenda di caccia: il columen è dipinto come se fosse una trave di legno su cui è poggiato un drappo in scacchi policromi che ricopre interamente il tetto; un bordo largo quattordici centimetri corre lungo tutto il perimetro alto della tomba e sono raffigurati cavalieri, guerrieri e animali come leoni, cervi, tori, cani e cavalli: dal bordo pendono cappelli da cacciatori, bende, corone e prede di caccia come anatre e caprioli. Lungo le pareti sono raffigurati pali di legno a sostegno della tenda, mentre il resto delle pareti è decorato con piccoli quadretti a voler raffigurate una sorta di stoffa trasparente, forse feltro, che permette di vedere all'esterno: sulla parete di sinistra infatti si nota un capriolo al pascolo.